# Tranzitivitás (nyelvészet)
A grammatikában a tranzitivitás fogalmát kétféleképpen értelmezik. Egyes grammatikákban úgy határozzák meg, mint az ige azon tulajdonságát, amely révén cselekvése személyre vagy dologra (közös terminussal objektumra) irányul. Egyes nyelvek grammatikáiban ez lehet közvetlen objektum vagy közvetett objektum. Magyar grammatikákban az előbbi a tárgynak felel meg, az utóbbi pedig egyes határozó fajtáknak: részeshatározó, állandó határozók, más néven aszemantikus vonzatok, megint más néven vonzathatározók, egyes képes helyhatározók. Ebben a nézetben intranzitív igéknek csak azokat nevezik, amelyeket nem bővítheti semmilyen objektum sem, a tranzitívak pedig közvetlen tranzitívakra és közvetett tranzitívakra oszlanak. Más grammatikákban csak a tárggyal bővíthető igéket tartják tranzitívaknak, az összes többit intranzitívaknak. Erre utalnak a hagyományos „tárgyas ige”, illetve „tárgyatlan ige” elnevezések. Ebben a szócikkben az utóbbi értelemben használatos a „tranzitivitás” fogalom.
Nézettől függetlenül a tranzitivitás nyelvi univerzálé, azaz minden nyelvben igék osztályának a vonása, bár különböző nyelvekben azonos jelentésű igék lehetnek tranzitívak egyesekben és intranzitívak másokban. Nyelvtől függően a tranzitív ige bizonyos vonásokat kényszerít az objektumra. Ez lehet grammatikai eset, bizonyos elöljárószó(k) vagy névutó(k) vele való használata, bizonyos helye a mondatban stb.

## A tranzitív ige
Az igék tranzitív voltát bizonyos, nyelvtől függő próbákkal lehet megállapítani.
A magyar nyelvben a tranzitív igének vannak alaktani ismérvei. Ilyen ige az, amelyet tárgyesetű szó bővíthet. Ezt viszonylag könnyen lehet felismerni az egyedüli, minden névszóhoz járuló, egyesek esetében fakultatívan elhagyható jellegzetes -t esetragnak köszönhetően. Ehhez hozzájárulnak az ige azon személyragjai, amelyek különböznek attól függően, hogy a tárgy határozatlan vagy határozott: levelet ír, írja a levelet.
Olyan nyelvekben, mint a közép-délszláv diarendszerhez tartozók, a tranzitív ige ismérve a többnyire tárgyesetű bővítmény, amikor elöljáró nélkül használják. Ezt legtöbbször rag fejezi ki, bár olykor ez lehet zéró is vagy más esettel közös, és van amikor csak a tárgyi szócsoport determinánsa viseli: (horvátul) Htio sam razveseliti tetku ’Fel akartam vidítani a nagynénimet’, Rijetko bi izustila koju riječ ’Ritkán mondott volna pár szót’. Kivétel csak az elöljáró nélküli genitivus partitivus-ban (a rész birtokos esetében) álló tárgy: (montenegróiul): Imate li vode? ’Van-e vizetek?’ [szó szerint ’Birtokoltok-e (valamennyi) vizet?’]
A francia nyelv grammatikáiban, amelyben gyakorlatilag nincs névszóragozás, úgy határozzák meg a tranzitív igét, mint olyat, amelyhez közvetlenül, azaz elöljáró nélkül kapcsolódik a névszóval kifejezett objektum, miközben az ún. közvetett objektum csak elöljárós lehet (pl. La voiture renverse le passant ’Az autó feldönti a járókelőt’), ami nem érvényes minden főnévi igenévvel kifejezett tárgyra: Il craint de perdre sa place ’Fél, hogy elveszíti a helyét’. Egy másik próbája a tranzitivitásnak az, hogy csak a cselekvő igés és tárgyas szerkezetet lehet megváltoztatni szenvedő igésre (Le passant est renversé par la voiture szó szerint ’A járókelő az autó által van feldöntve’), bár néhágy tranzitív igére ez nem érvényes.
Az angol nyelvben is, néhány kivétellel a tranzitív igéket szenvedőkké lehet tenni: The secretary typed the report ’A titkár(nő) legépelte a jelentést’ → The report was typed (by the secretary) ’A jelentés le lett gépelve (a titkárnő által)’. Mint a franciában, az angolban is mindig elöljáró nélkül kapcsolódik a tárgy az igéhez és, ha nincs kiemelve, mindig az ige után van a helye. Amennyiben nincs az igének határozója is, vagy ha elöljárós határozója van, akkor a tárgy közvetlenül az ige után áll, ha pedig van elöljáró nélküli részeshatározója, akkor ez után: The teacher gave a letter to the girl vagy The teacher gave the girl a letter ’A tanár levelet adott át a lánynak’.
A román nyelvben több van meg a névszóragozásból, mint a franciában, tárgyesetről is van szó a grammatikáiban, de erre jellegzetes alakja csak néhány személyes névmásnak van. Három próba van a tranzitivitás megállapítására:
1. az objektum kifejezése tárgyesetű és erre jellegzetes formával rendelkező személyes névmással: – Ai citit articolul? – L-am citit ’– Elolvastad a cikket? – Elolvastam’;[14]
2. az objektum megkettőzése, azaz rá történő előre- vagy visszautalás tárgyesetű alakkal rendelkező személyes névmással: Pe Ion îl doare capul ’Ionnak fáj a feje’ (szó szerint ’Iont őt fáj a fej’, Cartea o are de la părinți ’A könyv a szüleitől van neki’ (szó szerint ’A könyvet őt birtokol a szüleitől’);
3. cselekvő szerkezetről szenvedőre való váltás: Tata face fluiere ’Édesapa furulyákat készít’ → Fluierele sunt făcute de către tata szó szerint ’A furulyák édesapa által vannak készítve’.[15]

Nem minden tranzitív ige állja ki a fenti próbák mindegyikét. Határozó a második. Olyan igék, amelyek csak az első kritériumnak felelnek meg, nem tranzitívak, mert nem felelnek meg a többi kettőnek. A velük használt személyes névmás nem utal tárgyra, hanem állandósult szókapcsolat része, mint amilyen az a o tuli „elhúzni a csíkot”. Egyes tranzitív igéket nem lehet cselekvőből szenvedővé tenni, mégis tranzitívak, mivel megfelelnek az első két kritériumnak. Ilyenek a 2-es pont alatti példák igéi.
Egyes tranzitív igék helyesen használhatók tárgy vagy tárgyi mellékmondat nélkül is. Példák:
- (magyarul) A kislány (leckét) ír;[7]
- (franciául) Pierre mange (quelque chose) ’Pierre eszik (valamit)’;[10]
- (angolul) I was reading (a newspaper) ’(Újságot) olvastam éppen’;[16]
- (horvátul) Pišem (pismo) ’(Levelet) írok’;[8]
- (románul) Scrie frumos (ce-i dictez) ’Szépen írja, amit diktálok neki’.[17]

Más tranzitív igékkel a tárgy kötelező, legalábbis amikor bizonyos jelentésük van, és bizonnyos nyelvekben. Tárgy nélkül az ilyen állítmányos mondat helytelen:
- (magyarul) Készít valamit;[7]
- (franciául) Vous préparez votre avenir ’Előkészítitek a jövőtöket’;[18]
- (angolul) The committee discussed the problem ’A bizottság a kérdést vitatta’;[19]
- (horvátul) Susjeda je snašla nevolja ’A szomszédot szerencsétlenség érte’;[8]
- (románul) Zăpada acoperă pământul ’A hó befedi a földet’.[15]

Egyes tranzitív igékkel a mondat helytelen akkor is, ha a tárgy mellett az igének nincs még egy bővítménye:
- (magyarul) A fiút Pistának hívják;[20]
- (franciául) Il s’est déclaré content ’Elégedettnek mondta magát’;[21]
- (angolul) The thief thought himself rather unlucky ’A tolvaj meglehetősen balszerencsésnek tartotta magát;[19]
- (horvátul) Proglasili su me anarhistom ’Anarchistának nyilvánítottak engem’;[22]
- (románul) Pe ea o cheamă Puica ’Őt Puica-nak hívják’.[23]

Egyes tranzitív igéknek egyszerre lehet ún. közvetlen objektumuk (tárgyuk) és közvetett objektumuk (a magyar grammatikákban a fentebb felsorolt határozók egyike):
- (magyarul) Nekem adta a könyvet;[24]
- (franciául) arracher quelque chose à quelqu’un „erőszakkal elvenni valamit valakitől”;[10]
- (angolul) She gave me a pencil ’Ceruzát adott nekem’;[25]
- (szerbül) Pružite šansu mladima ’Adjatok esélyt a fiataloknak’;[26]
- (románul) Le dezvăluie taina ’Feltárja nekik a titkot’.[27]

Vannak nyelvészek, akik szerint egyes nyelvekben bizonyos igék kétszeresen tranzitívak, azaz alárendelhetnek egyszerre vagy két tárgyat (az egyik élőt, a másik élettelent megnevező), vagy egy élőt megnevező tárgyat és egy tárgyi mellékmondatot:
- (horvátul) Šutite jer vas nitko nije ništa pitao ’Hallgassatok, mert senki sem kérdezett tőletek semmit’ (szó szerint ’… titeket senki semmit nem kérdezett’);[28]
- (románul) Profesorul învață carte pe elev ’A tanár írni-olvasni tanítja a tanulót’ (szó szerint ’A tanár tanít könyvet a tanulót’), L-am rugat să-mi spună adevărul ’Arra kértem őt, hogy mondja meg nekem az igazat’.[17]

Más szerzők vitatják a kétszeresen tranzitív igék létét, bár mindkét bővítményük tárgyesetű. Az egyik érv ez ellen az, hogy például a románban az ilyen igék csak az élőt megnevező tárgy esetében állják ki a tranzitivitás próbáit. Egy másik ellenérv az, hogy nem létezhet több típusú tárgy, akkor sem, ha például a közép-délszláv diarendszerben mindkét bővítmény elöljáró nélkül áll tárgyesetben. Bizonyíték erre az, hogy egy olyan mondatban, mint (montenegróiul) Uči nas matematiku ’Tanítja nekünk a matematikát’, a matematika szó nem csak tárgyesetű, hanem részes esetű is lehet ugyanazzal a grammatikai jelentéssel: Uči nas matematici. Következésképpen a tárgyesetű alakjával is a matematiku szó közvetett objektum. Magyar vagy francia grammatikákban nem is lehet szó kétszeres tranzitivitásról. A fentieknek megfelelő mondatokban a magyarban az egyik bővítmény tárgyesetű, a másik meg más esetű; a franciában az egyik elöljáró nélküli, a másik elöljárós vagy ilyet helyettesítő elöljáró nélküli személyes névmás.

## Az intranzitív ige
Intranzitívaknak tekinti minden nyelvész azokat az igéket, amelyeknek nem lehet semmiféle objektumuk. Jellegzetesen ilyenek azok, amelyeket a magyar grammatikák mediális igéknek neveznek. Köztük vannak olyanok, amelyeknek alanyuk sem lehet (alkonyodik, sötétedik, tavaszodik, villámlik), de a legtöbbjüknek lehet alanya: elfárad, kifehéredik, tüsszög, kifordul, kinyílik stb. Intranzitívaknak tekintik egyes grammatikák (lásd fentebb) azokat az igéket is, amelyeknek nem lehet közvetlen objektumuk (tárgyuk), de lehet közvetett objektumuk. A legtöbb cselekvő ige: rácsap, gondol, féltékenykedik, kacsint, nekiront stb.

## Olykor tranzitív, máskor intranzitív igék
Egyes igék velejáró tulajdonsága a tranzitivitás, másoké az intranzitivitás, de megint mások esetében nehéz megvonni a határt a tranzitív és az intranzitív jelleg között. Erre több tény utal.
Van olyan vélemény, mely szerint a mediális igék egy része átmenetet képez az intranzitívak és a tranzitívak között. Intranzitívak abban az értelemben, hogy mondattani szempontból nem lehet tárgyuk, de alanyuk nem ágens (cselekvő), mint a cselekvő igéké, hanem szerepe páciensi (szenvedő), mint a tárgyé. Egyeseknek cselekvő, másoknak visszaható alakja van. Példák:
- (magyarul) A fazék folyik, A ruha bolyhozódik;[30]
- (franciául) La clef tourne dans la serrure ’Fordul a kulcs a zárban’;[31]
- (angolul) The door opened ’Kinyílt az ajtó’;[31]
- (románul) Frunzele cad ’Hullanak a falevelek’, Brânza se strică ’A túró megromlik’.[6]

Vannak olyan igék, amelyek lexikai jelentésük változása nélkül lehetnek tranzitívak vagy intranzitívak kontextusuktól függően.
Azokról a tranzitív igékről, amelyek mellől hiányozhat a tárgy, egyes szerzők azt mondják, hogy tranzitívakként használtak a tárgy jelenlétében, és intranzitívakként akkor, amikor nem szükséges megnevezni valakit vagy valamit, akire/amire irányuljon a cselekvés (példák fentebb).
Egyes igéket tranzitívakként is, és intranzitívakként is lehet szerkeszteni, és a két szerkezet mondattani szinonimapárt alkot:
- (magyarul) átrepül valamit = átrepül valamin,[32] átugrik valamit = átugrik valamin;[33]
- (románul) a ajuta pe cineva = a ajuta cuiva ’segíteni valakinek’; a spera ceva = a spera la ceva ’remélni valamit’; a anunța cuiva ceva = a anunța pe cineva ceva ’értesíteni valakit valamiről’.[34]

Olyan igék, amelyek rendszerint intranzitívak, egyes kontextusokban tranzitívak lehetnek:
Az ilyen igék egyik kategóriája ún. figura etymologica tagja. Ebben a tárgy és az ige között jelentésbeli rokonság van, és olykor formai is, ha a két tag egyazon szócsaládhoz tartozik. Példák:
- (magyarul) halált hal;[35]
- (franciául) jouer gros jeu ’nagyban játszani’ (szó szerint ’nagy játékot játszani’);[36]
- (románul) a dormi un somn adânc ’mélyen aludni’ (szó szerint ’egy mély álmot aludni’).[6]

Ugyancsak jelentésváltozás nélkül a tranzitivitást, illetve az intranzitivitást kontextuálisan határozzák meg bizonyos igealakok. Például a magyarban műveltetővé tétele nyomán intranzitív mediális ige tranzitívvá válhat: A fazék folyik → A fazék folyatja a vizet. A közép-délszláv diarendszerben egyes prefixumok teszik tranzitívvá az intranzitív igét igeneme megváltoztatása nélkül: (horvátul) skočiti ’ugrani’ → preskočiti potok ’átugrani egy/a csermelyt’. Egyéb nyelvekben passzívvá tételével a cselekvő tranzitív ige intranzitívvá válik (példák fentebb).
Viszonylag gyakoriak azok az igék, amelyek lexikai jelentésük vagy jelentésárnyalatuktól függően intranzitívak vagy tranzitívak:
- (magyarul) Behajt az udvarra (intranz.) vs. Behajtja az adóhátralékot (tranz.),[38] Gyakran gondol szüleire (intranz.) vs. Magában gondol valamit (tranz.);[39]
- (franciául) Il pense ’Gondolkodik’ (intranz.) vs. Il pense l’univers comme un tout ’Egésznek tekinti a világegyetemet’ (tranz.);[10]
- (angolul) I’m thinking ’Gondolkodom’ (intranz.) vs. People will think me stupid ’Az emberek hülyének fognak engem nézni’ (tranz.);[19]
- (románul) Crește văzând cu ochii ’Szemmel láthatóan nő’ (intranz.) vs. Crește un copil ’Gyereket nevel’ (tranz.).[40]